# Sagami Tetsudō
Die Sagami Tetsudō (jap. 相模鉄道株式会社, Sagami Tetsudō Kabushiki-gaisha, engl. Sagami Railway Co., Ltd.), auch kurz Sōtetsu (相鉄) genannt, ist eine japanische Eisenbahngesellschaft mit Sitz in Yokohama in der Präfektur Kanagawa. Sie ist eine hundertprozentige Tochtergesellschaft der börsenkotierten Sotetsu Holdings Co., Ltd. sowie das Kernunternehmen der Sotetsu Group. Das Unternehmen betreibt vier Bahnlinien westlich von Yokohama. Der Name Sagami ist von der historischen Provinz Sagami abgeleitet.

## Streckennetz

Streckennetz der Sōtetsu

Das gegenwärtige Streckennetz der Sagami Tetsudō ist 40,2 km lang und besteht aus vier Linien:
| Name der Linie              | Strecke                             | Länge   | Eröffnung |
| --------------------------- | ----------------------------------- | ------- | --------- |
| Sōtetsu-Hauptlinie          | Yokohama – Ebina                    | 24,6 km | 1926      |
| Sōtetsu Izumino-Linie       | Futamatagawa – Shōnandai            | 11,3 km | 1976      |
| Sōtetsu Shin-Yokohama-Linie | Nishiya – Hazawa-Yokohama-Kokudai   | 2,1 km  | 2019      |
| Sōtetsu Atsugi-Linie        | Signalstelle Sagami-Kokubu – Atsugi | 2,2 km  | 1926      |

Im Personenverkehr befahren werden die Hauptlinie, die Izumino-Linie und die Shin-Yokohama-Linie, während die Atsugi-Linie ausschließlich dem Schienengüterverkehr dient. Letztere ist auch die einzige Strecke, die einspurig ist. Das gesamte Streckennetz liegt in der Präfektur Kanagawa. Die 2019 eröffnete Shin-Yokohama-Linie besitzt eine Gleisverbindung zur Tōkaidō-Güterlinie. Sie wird von Schnellzügen befahren, die Ebina mit Shinjuku verbinden. Zurzeit im Bau ist eine Verlängerung der Shin-Yokohama-Linie parallel zur Trasse der Tōkaidō-Shinkansen nach Hiyoshi. Sie soll direkte Verbindungen zur Tōkyū Tōyoko-Linie, zur Tōkyō Metro und zur Toei-U-Bahn ermöglichen; die Inbetriebnahme ist in der zweiten Hälfte des Jahres 2022 vorgesehen.
Von 1917 bis 1944 war die Sagami-Linie von Hashimoto über Ebina nach Chigasaki im Besitz der Sagami Tetsudō; heute gehört sie JR East.

## Zugangebot
Die Sagami Tetsudō bietet Schnell- und Eilzüge im dichten Takt an. Diese verkehren vom Bahnhof Yokohama aus zunächst auf der Sōtetsu-Hauptlinie nach Futamatagawa und von dort abwechslungsweise nach Ebina oder auf der daran anschließenden Sōtetsu Izumino-Linie nach Shōnandai. Neben Nahverkehrszügen (Kakutei, 各停) mit Halt an allen Bahnhöfen gibt es drei weitere Zuggattungen, die unterschiedlich viele Zwischenstationen auslassen: Kaisoku (快速, engl. Rapid), Kyūkō (急行, engl. Express) und Tokkyū (特急, engl. Limited Express).
Auf der Sōtetsu Shin-Yokohama-Linie fahren Nahverkehrszüge von Hazawa-Yokohama-Kokudai über Nishiya und Futamatagawa nach Ebina. Hinzu kommen zwei- bis dreimal je Stunde die Schnellzüge Tsūkin tokkyū (通勤特急, engl. Commuter Limited Express), die von Ebina aus über die Hazawa-Yokohama-Kokudai und das Streckennetz von JR East nach Shinjuku verkehren, ohne dabei einen Umweg über Yokohama zu machen (während der Hauptverkehrszeit teilweise bis Ōmiya).

## Fuhrpark

### Triebwagen im Einsatz
| - Baureihe 8000 (seit 1990) - Baureihe 9000 (seit 1993) - Baureihe 10000 (seit 2002) - Baureihe 11000 (seit 2009) - Baureihe 12000 (seit 2019) - Baureihe 20000 (seit 2018) | - Baureihe 8000 - Baureihe 9000 - Baureihe 10000 - Baureihe 11000 - Baureihe 12000 - Baureihe 20000 |

### Ehemals eingesetzte Triebwagen
- Baureihe 1000
- Baureihe 2000
- Baureihe 2100
- Baureihe 3000
- Baureihe 5000 (von 1955 bis 2009)
- Baureihe 6000 (von 1961 bis 2004)
- Baureihe 7000 (von 1975 bis 2020)

## Logo
Das heute verwendete Unternehmenslogo wurde 2006 eingeführt, wobei eine Variation davon als Kennzeichen der gesamten Sōtetsu Group verwendet wird. Es ist eine stilisierte Darstellung des Buchstabens S in einer Form, die an ⚭ (Unendlichkeit) erinnert sowie die Dynamik und die Harmonie der Konzernunternehmen zum Ausdruck bringen soll. Die im Logo verwendeten Farben sind auch die Farben des Konzerns: Blau steht für Intelligenz, Vertrauen und Sicherheit, Orange für Vitalität, Glanz und Spaß. Das Konzernlogo enthält zusätzlich den Schriftzug SOTETSU in dunkelgrauer Farbe und den Slogan ときめきと やすらぎをつなぐ (Tokimeki to yasuragi o tsunagu), was ungefähr mit „Aufregung und Ruhe verbinden“ übersetzt werden kann.
Ursprünglich verwendete das Unternehmen ein Abzeichen, das einem traditionellen Mon-Emblem nachempfunden ist. Es ist eine Kombination aus einem Eisenbahnrad und dem Kanji-Zeichen 相, das für die Provinz Sagami (相模) steht. In dieser Form war es seit 1959 in Gebrauch, doch zuvor wurde ein ähnliches Design bereits seit der Aufnahme des Zugbetriebs verwendet. 1987 führte die Sagami Tetsudō zum 70-jährigen Firmenjubiläum ein modernes Logo ein. Um ein Gefühl der Einheit innerhalb der Sōtetsu Group zu schaffen, verwendete jedes Unternehmen der Firmengruppe eine Logo mit dem angehängten Firmennamen, wobei das Farbschema je nach Branche einheitlich war: hellgrün für die Verkehrsbranche und grün für die Bauindustrie.

## Unternehmensgruppe
Die Sagami Tetsudō ist das Kernunternehmen der Sotetsu Group. In der Vergangenheit war es im Zuge der Diversifikation seiner Aktivitäten auch im Bus- und Immobiliengeschäft tätig. Von Ende der 1990er bis Mitte der 2000er Jahre wurden diese Nicht-Eisenbahngeschäfte nacheinander ausgegliedert, um die Organisation zu straffen und die Effizienz des Managements zu verbessern. Durch eine Umstrukturierung entstand am 22. September 2009 die Holdinggesellschaft Sotetsu Holdings mit dem alleinigen Zweck, die Sotetsu Group zu kontrollieren. Sie ist an der Tokioter Börse gelistet und umfasst mehr als 30 Unternehmen, die in den Bereichen Verkehr, Einzelhandel, Immobilien und Tourismus tätig sind.

## Geschichte

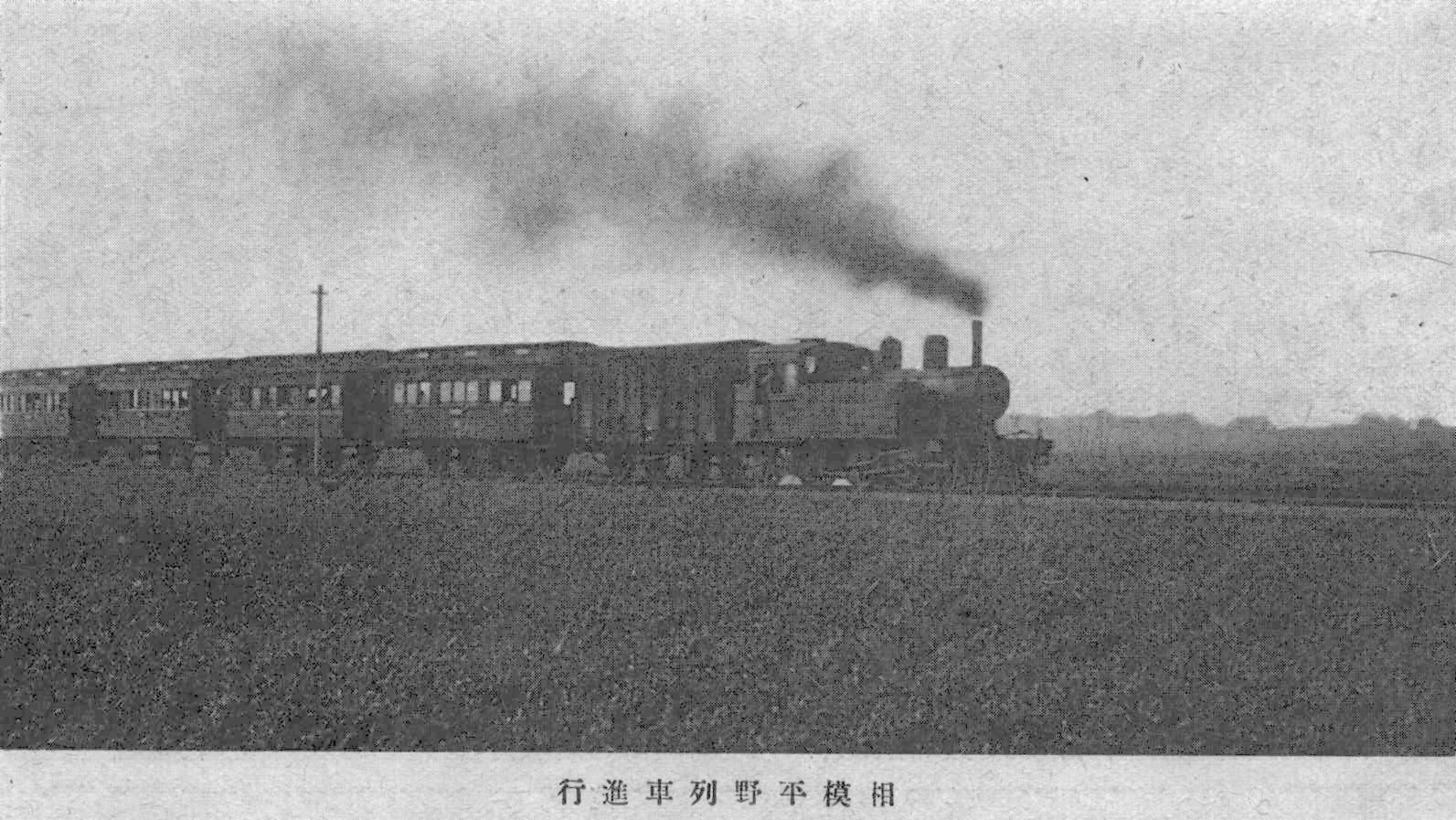
Zug der Jinchu Tetsudō (1927)

Lokale Unternehmer gründeten am 18. Dezember 1917 in Chigasaki die Bahngesellschaft Sagami Tetsudō (Sōtetsu) zunächst mit dem Ziel, den Abbau von Kies am Sagami-Fluss zu fördern. 1919 nahm sie den ersten Abschnitt der Sagami-Linie in Betrieb und verlängerte die Strecke in den folgenden Jahren mehrmals, bis sie schließlich 1931 Chigasaki mit Ebina und Hashimoto verband. Ab 1936 verkehrten einzelne Züge über Hashimoto hinaus auf der Yokohama-Linie bis nach Hachiōji. Hauptanteilseigner der Sōtetsu war die Bahngesellschaft Tōkyō Yokohama Dentetsu (die spätere Tōkyū Dentetsu). Nach dem Rückzug eines bedeutenden Aktionärs im Jahr 1941 war die Sōtetsu eine Tōkyū-Tochtergesellschaft.
Eine weitere Bahngesellschaft namens Jinchū Tetsudō (神中鉄道) wurde am 2. Dezember 1917 in Yokohama gegründet. Der erste Abschnitt der späteren Sōtetsu-Hauptlinie zwischen Atsugi und Futamatagawa ging 1926 in Betrieb. Im selben Jahr kam in Atsugi eine Verbindung mit der Sagami-Linie hinzu. Die Fertigstellung der Strecke schritt sehr langsam voran und erst Ende 1933 war die östliche Endstation im Bahnhof Yokohama erreicht. Ab September 1939 war die finanziell angeschlagene Jinchū Tetsudō eine weitere Tōkyū-Tochtergesellschaft unter der Leitung von Gotō Keita. 1943 wurde die Endstation wegen der parallelen verlaufenden Odakyū Odawara-Linie von Atsugi nach Ebina verlegt und der nicht mehr für den Personenverkehr genutzte Streckenabschnitt blieb als Atsugi-Linie nur noch für den Güterverkehr in Betrieb. Am 1. April desselben Jahres ging die Jinchū Tetsudō in der Sōtetsu auf, um das Management zu straffen. Während des Pazifikkriegs führte die Sōtetsu im Auftrag der Kaiserlich Japanischen Marine Gütertransporte zu einer Lebensmittelfabrik durch. Um den kriegswichtigen Güterverkehr zu rationalisieren, verstaatlichte das Eisenbahnministerium die Sagami-Linie. Es entschädigte das Unternehmen mit 3,9 Millionen Yen und führte ab 1. Juni 1944 den Betrieb selbst durch. Die Sōtetsu verlor dadurch ihre einstige Stammstrecke und war auf die erst ein Jahr zuvor übernommene Hauptlinie sowie die Atsugi-Linie beschränkt.
Durch ein Management-Buy-out machte sich die Sōtetsu im Juni 1947 von der Tōkyū selbständig. Letztere blieb jedoch für einige Zeit nach der Trennung die größte Aktionärin. 1952 erwarb die Sōtetsu ein fast 25.000 m² großes Grundstück an der Westseite des Bahnhofs Yokohama. Durch dessen Erschließung und Verkauf mit Mehrwert konnte die Geschäftsbasis stabilisiert werden. Später entstanden auf diesem Gelände angegliederte Kaufhäuser wie Yokohama Takashimaya und Sotetsu Joyous. Neben dem Immobiliengeschäft entwickelte sich auch das Eisenbahngeschäft in der Zeit des Nachkriegsbooms reibungslos. 1951 unternahm der Tōkyū-Konzern jedoch einen Versuch, das Unternehmen über die Odakyū Dentetsu zurückzuerwerben. Tōkyū war mehr an dem Grundstück in Yokohama interessiert als an der Eisenbahn. Auf einer außerordentlichen Hauptversammlung am 6. September 1951 fiel mit knapper Mehrheit der Beschluss, eine feindliche Übernahme durch Zuteilung von Aktien an Dritte zu verhindern. Die Wettbewerbsbehörde ordnete an, dass die Odakyū Dentetsu ihre Anteile an der Sōtetsu verkaufen müsse. Daraufhin einigten sich die Geschäftsführungen von Tōkyū, Odakyū und Sōtetsu auf eine engere Zusammenarbeit.
Im Januar 1958 beantragte die Sōtetsu eine Lizenz für den Bau einer Strecke vom Süden Yokohamas über Futamatagawa nach Machida. Dies erwies sich jedoch als problematisch, da die Oberleitung womöglich eine Kommunikationseinrichtung der United States Navy empfindlich beeinträchtigt hätte. Deshalb folgte im Februar 1967 ein neuer Lizenzantrag für eine Strecke von Futamatagawa nach Hiratsuka. 1976 ging der erste Abschnitt der Sōtetsu Izumino-Linie zwischen den Bahnhöfen Futamatagawa und Izumino in Betrieb. Verlängerungen nach Izumi-chūō und Shōnandai kamen 1990 bzw. 1999 hinzu. Als die Diskussion um die Privatisierung der Japanischen Staatsbahn noch im Gange war, gab es Überlegungen, die Sagami-Linie an die Sōtetsu zurückzuverkaufen. Sie war jedoch damals verlustbringend und ging deshalb 1987 in den Besitz von JR East über. Am 30. November 2019 wurde die erste Etappe der Sōtetsu Shin-Yokohama-Linie eröffnet, die über eine Gleisverbindung zur Tōkaidō-Güterlinie und das Streckennetz von JR East auch eine direkte Verbindung zwischen Ebina und dem Zentrum von Tokio ermöglicht.